# Čokracké jezero
Čokracké jezero (ukrajinsky Чокрацьке озеро, krymskotatarsky Çoqraq gölü) nebo Messir (ukrajinsky Mессир)) je slané jezero v Autonomní republice Krym na jihu Ukrajiny. Leží na severu Kerčského poloostrova a od Azovského moře je oddělené kosou. Má rozlohu 8,5 km².

## Vodní režim
Zdroj vody je mořský a podzemní.

## Využití
Na dně je vrstva jílu tlustá 2 až 3 m, používaná pro léčbu hlínou.